# Merényi Oszkár
Merényi Oszkár (Sóvár, 1895. június 28. – Budapest, 1981. március 19.) irodalomtörténész, tanár, az irodalomtudomány kandidátusa (1960).
| Merényi Oszkár                            | Merényi Oszkár                            |
| Kattints az alábbi külső linkek egyikére! | Kattints az alábbi külső linkek egyikére! |
| ----------------------------------------- | ----------------------------------------- |
| Nem található szabad kép.(?)              |                                           |
| külső link · jogvédett                    | Merényi Oszkár arcképe                    |

## Életpályája
Merényi Gyula erdőrendező és Garay Hermina gyermekeként született Tótsóváron, mely ma Eperjeshez tartozik. Középiskolai tanulmányait Eperjesen végezte, majd 1913-tól a Budapesti Tudományegyetem magyar–német szakos hallgatója lett, itt szerzett tanári oklevelet is. Első publikációi verseskötetek voltak. 
Körmöcbányán kezdett tanítani, majd 1919 elején a kaposvári gimnáziumba került, majd belépett a Magyarországi Szociáldemokrata Pártba is. A Tanácsköztársaság alatt gyermeknyaraltatási akciókat szervezett és politikai előadásokat tartott. Ezért később vádat emeltek ellene, de négy hónapi letartóztatás után elengedték, az iskolát azonban el kellett hagynia. 
1920–1922 között a nagykállói Magyar Királyi Állami Főgimnázium tanára lett, majd Kaposvárra került, ahol a városi felső-kereskedelmi iskolában oktatott 1922-től 1941-ig.
Bár doktori disszertációját Fáy Andrásról írta, azonban Kaposváron – valószínűleg Nikla közelségének hatására – irodalomtörténeti kutatásainak középpontjába Berzsenyi Dániel munkássága került. Egymást követték szövegkiadásai, sajtó alá rendezései, de kutatásainak eredményei hamarosan önálló művekben is megmutatkoztak (Berzsenyi-tanulmányok, 1936; Berzsenyi Dániel, monográfia, 1938). Közben könyvet írt Bárd Miklós és Kozma Andor Somogy megyei költőkről is. 
1928 márciusában bölcsészdoktor lett a pécsi Erzsébet Tudományegyetemen és 1936–1941 között ugyanitt magántanár is volt 1939-től. A pécsi bölcsészkar megszűnése után Nyíregyházára kérte áthelyezését, mert innen a debreceni egyetemen folytathatta magántanári tevékenységét. 1941 szeptemberében a nyíregyházi felső-kereskedelmi iskolába helyezték át, majd 1946-1966 között a közgazdasági technikum igazgatója lett. Közben 1942-ben a debreceni Tisza István Tudományegyetem magántanárává habilitálták. 
1966-tól az Magyar Tudományos Akadémia Textológiai Bizottsága megbízásából jelentős Berzsenyi-kutatást folytatott, ekkor jelent meg összefoglaló Berzsenyi-monográfiája is.
Nyugdíjazása után, 1967-ben Budapestre költözött. 1976-ban szerkesztette a hatalmas Berzsenyi Emlékkönyvet, majd haláláig a Berzsenyi Kritikai Kiadás kötetein dolgozott.
Budapesten hunyt el 86 évesen, 1981. március 19-én. A Farkasréti temetőben nyugszik.

## Főbb munkái
- A vén gyerek álmodik s dalol; Kósch Ny., Eperjes, 1913
- Óda a boldogabb élethez. Versek. 1918–19.; Szabó L. Ny., Kaposvár, 1920
- B. Ferke érkezése stb.; in: Vidékről jöttem! Novellák; Táltos, Szombathely, 1922
- Virágfestő (versek, Kaposvár, 1923)
- A magyar irodalom története a felső kereskedelmi iskolák 3-4. évfolyama számára; Szabó Ny., Kaposvár, 1929
- Magyar irodalomtörténeti olvasókönyv a felső kereskedelmi iskolák 3-4. évfolyama számára; szerk. Merényi Oszkár; Szabó Ny., Kaposvár, 1929
- A magyar lélek története. Az irodalomtörténet alapján; Szabó, Kaposvár, 1929
- A magyar lélek és ideáljai a XIX. sz. első évtizedeiben. Irodalomtörténeti vázlat; Steiner Ny., Kaposvár, 1930
- A lélek igájában. Versantológia; Athenaeum biz., Budapest, 1932
- Berzsenyi-tanulmányok (Budapest, 1936)
- Adalékok a magyar kiadástörténethez a XIX. században (Budapest, 1937)
- Berzsenyi Dániel; Új-Somogy Ny., Kaposvár, 1938 (Csurgói könyvtár)
- Bárd Miklós. Tanulmányok és adalékok a költő életéhez és műveihez; Új-Somogy Ny., Kaposvár, 1939 (Csurgói könyvtár)
- Kozma Andor. Adalékok és tanulmányok a költő életének és műveinek ismertetéséhez. A költő posthumus verskötetével; Új-Somogy Ny., Kaposvár, 1941 (Csurgói könyvtár)
- A legnagyobb magyar. A magyar kereskedelmi középiskolai ifjúság munkaközösségének hódolata gróf Széchenyi István emléke előtt; szerk. Merényi Oszkár; Reménysugár, Nyíregyháza, 1942
- Bessenyei György (tanulmányok, Nyíregyháza, 1943)
- Magyar lélek, magyar szellem. Irodalom és nemzeti közösség 1.: Magyar lélek, magyar szellem. Tanulmányok; s.n., Nyíregyháza, 1943
- Irodalom és nemzeti közösség 2. Bessenyei György. Széplélek, vagy hősi lélek? Magyar föld és magyar irodalom. Tanulmányok; s.n., Nyíregyháza, 1943
- A magyar lélek története és az irodalom (magyar idealizmus, magyar ideálok). Irodalom és nemzeti közösség 3. r. Adalékok és tanulmányok; Venkovits Ny., Nyíregyháza, 1943
- Ismeretlen és kiadatlan Kölcsey dokumentumok (Budapest, 1961)
- A Nyíregyházi Közgazdasági Technikum Pénzügyi Tagozat (egyéb tagozatai) s a Gépíró és Gyorsíró Iskola felszabadulási évkönyve. 1945–1965; összeáll. Merényi Oszkár; Közgazdasági Technikum–Gépíró és Gyorsíró Iskola, Nyíregyháza, 1965
- Berzsenyi Dániel; Akadémiai, Budapest 1966 (Irodalomtörténeti könyvtár)
- Újabb Berzsenyi-tanulmányok (Budapest, 1971)
- Berzsenyi Dániel összes művei (utószó és jegyzetek, Budapest, 1978)
- Berzsenyi Dániel Összes Műveinek Kritikai Kiadása. I. Költői művei. (szerk., Budapest, 1979)
- Merényi Oszkár emlékkönyv; összegyűjt., szerk. Acél József és Ódor László; Noszlopy Gáspár Közgazdasági Szakközépiskola, Kaposvár, 1981